# Carlotta di Sassonia-Altenburg
Principessa Carlotta Agnese di Sassonia-Altenburg (tedesco: Prinzessin Charlotte Agnes von Sachsen-Altenburg; 4 marzo 1899 – 16 febbraio 1989) era la figlia primogenita di Ernesto II, ultimo duca regnante di Sassonia-Altenburg.

## Biografia
Carlotta era la figlia primogenita del duca Ernesto II di Sassonia-Altenburg e di sua moglie, la principessa Adelaide di Schaumburg-Lippe.

## Matrimonio
L'11 luglio 1919 a Hemmelmark, sposò il principe Sigismondo di Prussia, secondogenito del principe Enrico di Prussia, fratello di Guglielmo II.
Ebbero due figli:
- principessa Barbara Irene Adelaide Vittoria Elisabetta Batilde di Prussia (2 agosto 1920 - 31 maggio 1994), sposò il duca Cristiano Luigi di Meclemburgo-Schwerin, ebbero figli.
- principe Alfredo Federico Ernesto Enrico Corrado di Prussia (17 agosto 1924), sposò Maritza Farkas (6 agosto 1929 - 1º novembre 1996), non ebbero figli.

## Morte
Morì il 16 febbraio 1989, all'età di 89 anni, a Hemmelmark.

## Albero genealogico
|                                  |                                       |                                     | Genitori                                  |  |  | Nonni |  |  | Bisnonni                      |  |  | Trisnonni                      |  |
|                                  |                                       |                                     |                                           |  |  |       |  |  | Giorgio di Sassonia-Altenburg |  |  | Federico di Sassonia-Altenburg |  |
|                                  |                                       |                                     |                                           |  |  |       |  |  | Giorgio di Sassonia-Altenburg |  |  | Federico di Sassonia-Altenburg |  |
|                                  |                                       | Carlotta di Meclemburgo-Strelitz    |                                           |  |  |       |  |  | Giorgio di Sassonia-Altenburg |  |  |                                |  |
| Maurizio di Sassonia-Altenburg   |                                       |                                     |                                           |  |  |       |  |  | Giorgio di Sassonia-Altenburg |  |  |                                |  |
|                                  |                                       | Maria di Meclemburgo-Schwerin       | Federico Ludovico di Meclemburgo-Schwerin |  |  |       |  |  |                               |  |  |                                |  |
|                                  |                                       | Maria di Meclemburgo-Schwerin       | Federico Ludovico di Meclemburgo-Schwerin |  |  |       |  |  |                               |  |  |                                |  |
|                                  |                                       | Maria di Meclemburgo-Schwerin       | Elena Pavlovna Romanova                   |  |  |       |  |  |                               |  |  |                                |  |
| Ernesto II di Sassonia-Altenburg |                                       | Maria di Meclemburgo-Schwerin       |                                           |  |  |       |  |  |                               |  |  |                                |  |
|                                  |                                       | Bernardo II di Sassonia-Meiningen   | Giorgio I di Sassonia-Meiningen           |  |  |       |  |  |                               |  |  |                                |  |
|                                  |                                       | Bernardo II di Sassonia-Meiningen   | Giorgio I di Sassonia-Meiningen           |  |  |       |  |  |                               |  |  |                                |  |
|                                  |                                       | Bernardo II di Sassonia-Meiningen   | Luisa Eleonora di Hohenlohe-Langenburg    |  |  |       |  |  |                               |  |  |                                |  |
| Augusta di Sassonia-Meiningen    |                                       | Bernardo II di Sassonia-Meiningen   |                                           |  |  |       |  |  |                               |  |  |                                |  |
|                                  |                                       | Maria Federica d'Assia-Kassel       | Guglielmo II d'Assia                      |  |  |       |  |  |                               |  |  |                                |  |
|                                  |                                       | Maria Federica d'Assia-Kassel       | Guglielmo II d'Assia                      |  |  |       |  |  |                               |  |  |                                |  |
|                                  |                                       | Maria Federica d'Assia-Kassel       | Augusta di Prussia                        |  |  |       |  |  |                               |  |  |                                |  |
| Carlotta di Sassonia-Altenburg   |                                       | Maria Federica d'Assia-Kassel       |                                           |  |  |       |  |  |                               |  |  |                                |  |
|                                  | Giorgio Guglielmo di Schaumburg-Lippe | Filippo II di Schaumburg-Lippe      |                                           |  |  |       |  |  |                               |  |  |                                |  |
|                                  | Giorgio Guglielmo di Schaumburg-Lippe | Filippo II di Schaumburg-Lippe      |                                           |  |  |       |  |  |                               |  |  |                                |  |
|                                  | Giorgio Guglielmo di Schaumburg-Lippe | Giuliana d'Assia-Philippsthal       |                                           |  |  |       |  |  |                               |  |  |                                |  |
| Guglielmo di Schaumburg-Lippe    | Giorgio Guglielmo di Schaumburg-Lippe |                                     |                                           |  |  |       |  |  |                               |  |  |                                |  |
|                                  |                                       | Ida di Waldeck e Pyrmont            | Giorgio I di Waldeck e Pyrmont            |  |  |       |  |  |                               |  |  |                                |  |
|                                  |                                       | Ida di Waldeck e Pyrmont            | Giorgio I di Waldeck e Pyrmont            |  |  |       |  |  |                               |  |  |                                |  |
|                                  |                                       | Ida di Waldeck e Pyrmont            | Augusta di Schwarzburg-Sondershausen      |  |  |       |  |  |                               |  |  |                                |  |
| Adelaide di Schaumburg-Lippe     |                                       | Ida di Waldeck e Pyrmont            |                                           |  |  |       |  |  |                               |  |  |                                |  |
|                                  |                                       | Federico Augusto di Anhalt-Dessau   | Federico di Anhalt-Dessau                 |  |  |       |  |  |                               |  |  |                                |  |
|                                  |                                       | Federico Augusto di Anhalt-Dessau   | Federico di Anhalt-Dessau                 |  |  |       |  |  |                               |  |  |                                |  |
|                                  |                                       | Federico Augusto di Anhalt-Dessau   | Amalia d'Assia-Homburg                    |  |  |       |  |  |                               |  |  |                                |  |
| Batilde di Anhalt-Dessau         |                                       | Federico Augusto di Anhalt-Dessau   |                                           |  |  |       |  |  |                               |  |  |                                |  |
|                                  |                                       | Maria Luisa Carlotta d'Assia-Kassel | Guglielmo d'Assia-Kassel                  |  |  |       |  |  |                               |  |  |                                |  |
|                                  |                                       | Maria Luisa Carlotta d'Assia-Kassel | Guglielmo d'Assia-Kassel                  |  |  |       |  |  |                               |  |  |                                |  |
|                                  |                                       | Maria Luisa Carlotta d'Assia-Kassel | Luisa Carlotta di Danimarca               |  |  |       |  |  |                               |  |  |                                |  |
|                                  |                                       | Maria Luisa Carlotta d'Assia-Kassel |                                           |  |  |       |  |  |                               |  |  |                                |  |